# 39 Melachot
Die 39 Melachot (hebräisch ל״ט אבות מלאכה lamed tet avot melacha, deutsch ‚39 Formen der Arbeit‘) sind 39 Tätigkeitsbereiche, die nach jüdischem Recht durch das biblische Gesetz über den jüdischen Schabbat an diesem Tag verboten sind. Viele dieser Aktivitäten sind auch an den in der Tora aufgeführten jüdischen Feiertagen verboten, obwohl es Ausnahmen gibt, die das Tragen sowie das Zubereiten von Lebensmitteln unter bestimmten Umständen an jüdischen Feiertagen erlauben. Zusätzlich zu den 39 Melachot sind bestimmte andere Aktivitäten am Schabbat aufgrund der rabbinischen Gesetze (hebräisch שבות schevut) verboten. Es gibt oft unterschiedliche Auslegungen zwischen orthodoxen Juden und konservativen Juden oder anderen nicht-orthodoxen Juden hinsichtlich der praktischen Einhaltung des Schabbats.

## Gebot
Das Gebot, den Schabbat als Ruhetag zu halten, wird im Tanach (תנ״ך, der hebräischen Bibel) viele Male wiederholt. Die Tora zählt von den 39 verbotenen Melachot allerdings nur vier auf: Pflügen und Ernten (2. Buch Mose 34,21), Feuer anzünden (2. Buch Mose 35,3) und Heraustragen von Gegenständen (2. Buch Mose 16,29). Die übrigen Bestimmungen stammen aus der Mischna, der מִשְׁנָה ‚mündlichen Überlieferung‘. Seine Bedeutung für den Schabbat wird in Exodus 31: 12–17 besonders hervorgehoben:

„Der Herr sprach zu Mose: Sag den Israeliten: Ihr sollt meine Sabbate halten; denn das ist ein Zeichen zwischen mir und euch von Generation zu Generation, damit man erkennt, dass ich, der Herr, es bin, der euch heiligt. Darum haltet den Schabbat; denn er soll euch heilig sein. Wer ihn entweiht, soll mit dem Tod bestraft werden. Denn jeder, der an ihm eine Arbeit verrichtet, soll aus seinen Stammesgenossen ausgemerzt werden. Sechs Tage soll man arbeiten; der siebte Tag ist Schabbat, Ruhetag, heilig für den Herrn. Jeder, der am Schabbat arbeitet, soll mit dem Tod bestraft werden. Die Israeliten sollen also den Schabbat halten, indem sie ihn von Generation zu Generation als einen ewigen Bund halten. Für alle Zeiten wird er ein Zeichen zwischen mir und den Israeliten sein. Denn in sechs Tagen hat der Herr Himmel und Erde gemacht; am siebten Tag ruhte er und atmete auf.“

## Ursprung und Bedeutung

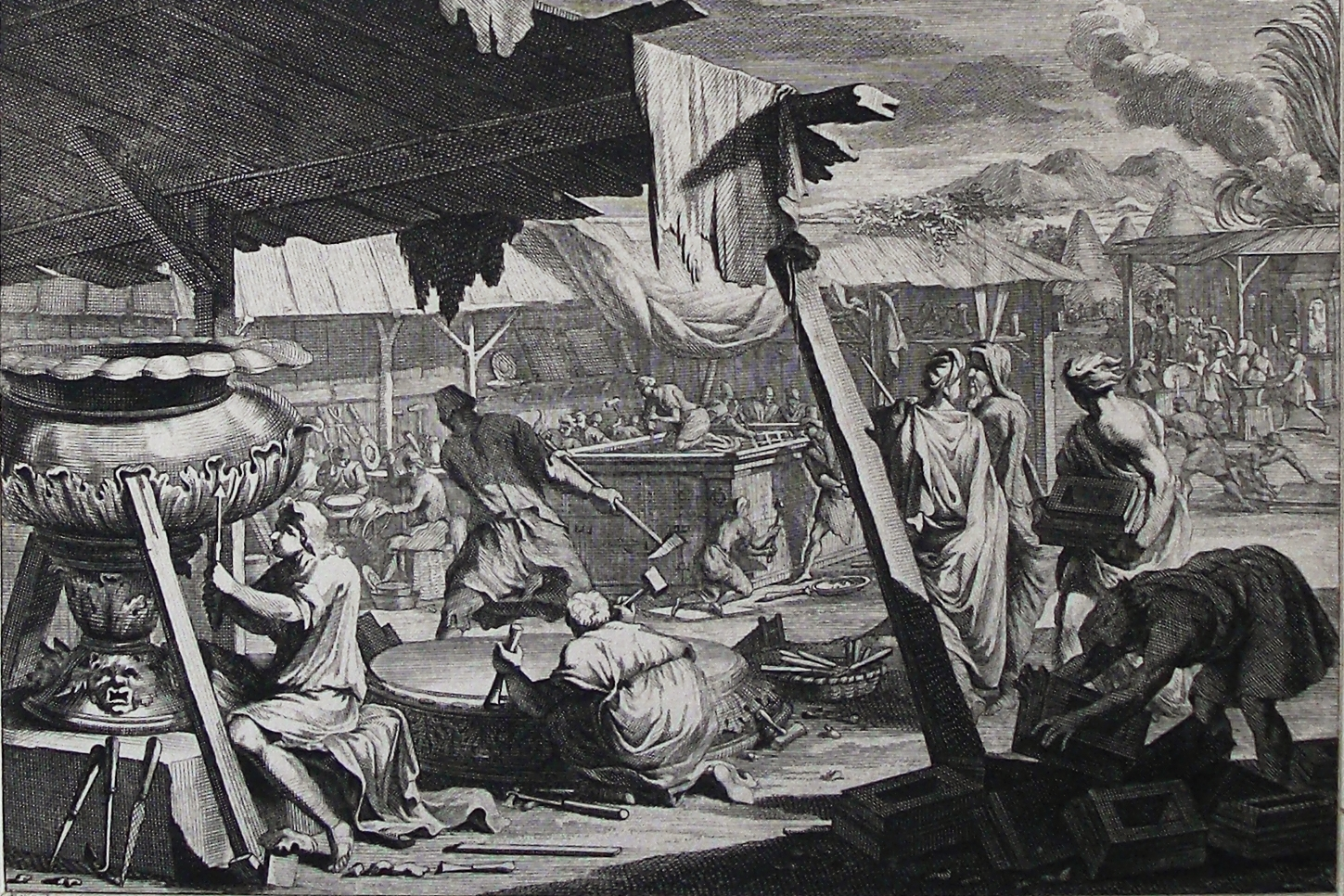
Errichtung des Mischkan; Phillip Medhurst Collection

Die 39 Melachot beziehen sich ursprünglich auf die Tätigkeiten, welche zur Konstruktion des מִּשְׁכָּן Mischkan, beziehungsweise dem (אֹהֶל מוֹעֵד ohel mō'ēd), welches die Juden auf ihrer vierzigjährigen Wüstenwanderung mit sich führten, notwendig waren (שְׁמוֹת Schemot beziehungsweise Exodus 25–27). „Und sie sollen mir ein Heiligtum (hebräisch מִקְּדָשׁ Mikdasch) machen, dass ich in ihrer Mitte weile“.
Im Deutschen gibt es für Mischkan mehrere Übersetzungen. Einige nennen ihn einfach „Haus“ oder „Wohnung“, andere „Zelt der Begegnung“ oder „Offenbarungszelt“. Die Septuaginta hat Mischkan (und Ohel) mit dem Wort σκηνὴ [skiní], deutsch ‚Zelt‘ übersetzt. Hieronymus (347–420) übersetzte es in seiner lateinischen Übersetzung als Tabernaculum, ein Begriff, der an sich für ein militärisches Offizierszelt der Römer gebraucht wurde. Martin Luther (1483–1546) übersetzte den Mischkan mit dem heute geläufigen Wort „Stiftszelt“.
Ferner gehören auf die Menschen bezogene Verbote, wie beispielsweise Kochen oder das Nähen von Kleidern, zu den 39 Melachot. Die 39 Melachot sind weniger eine Aufzählung von Aktivitäten als vielmehr von Aktivitätskategorien. Sie sind zu allgemeinen Prinzipien geworden, die auf alle Lebensbereiche angewendet werden. Daraus resultiert beispielsweise das Verbot des Feuerentzündens, was die Bedienung jeglicher elektrischer Geräte beinhaltet, oder jegliches Benutzen von Fahrzeugen, oder das Verbot des Tragens von Gegenständen außerhalb eines bestimmten Umkreises. Muktza (hebräisch מוקצה ‚abgesondert‘) ist ein Begriff in der Halacha für Gegenstände, die am Schabbat auch innerhalb eines Eruv עֵרוּב (der Schabbatgrenze) weder bewegt noch benutzt werden dürfen. Der Eruv umfasst 2000 Ellen אַמָּה amma, einen Umkreis von etwa 900 Meter Luftlinie (Gen 6,15 EU).
Während sich „Worfeln“ normalerweise ausschließlich auf die Trennung von Spreu von Getreide bezieht, bezieht es sich im talmudischen Sinne auf jede Trennung von vermischten Materialien, die beispielsweise Ungenießbares essbar machen. Das Filtern von nicht trinkbarem Wasser, um es trinkbar zu machen, fällt daher unter diese Kategorie, ebenso wie das Entfernen der Gräten von Fischen (Gefilter Fisch ist eine traditionelle aschkenasische Lösung für dieses Problem, indem bereits in der Vorbereitung der Speise am Freitag das Fischfleisch entgrätet wird). So ist die Verwendung eines Siebes verboten, um etwa Nudeln oder Reis vom Wasser zu trennen oder mit einem Teesieb Tee zuzubereiten. Jegliches Schreiben (und Radieren) ist verboten und das Zerreißen (wozu etwa das Abreißen von Toilettenpapier gehört, das deshalb im Voraus in einzelne Blätter zertrennt wird). Darunter fällt auch das Verbot, einen Brief zu öffnen, das heißt ein Briefcouvert aufzureißen. Die Verbote durchdringen das Leben eines orthodoxen Juden bis in die kleinsten Kleinigkeiten. So ist jede Beeinflussung der Natur durch den Menschen untersagt, etwa jegliches Bewässern am Schabbat, demnach darf weder ein Feld, noch der Rasen gegossen werden, ebenso wenig Blumen in einem Blumentopf. Um jegliches Umgehen zu verhindern, darf man sich deshalb auch nicht die Hände über einem Feld waschen, denn damit würde Wasser indirekt abfließen. Blumen dürfen aus einer Vase entfernt werden, jedoch dürfen Blumen nicht in eine Vase gestellt werden. Kinder dürfen in einem Sandkasten spielen, aber dürfen dabei am Schabbat kein Wasser in den Sand schütten (dies könnte ja ein dort befindliches Samenkorn zum Keimen bringen). Sie dürfen deshalb auch nicht am Strand im Sand oder im Schlamm einer Baustelle spielen. Viele rabbinische Gelehrte haben zu all diesen Alltagstätigkeiten ganze Abhandlungen geschrieben, die zum Teil voneinander abweichen.
Die zahlreichen unter die 39 Melachot fallenden Verbote werden sehr differenziert auf der Seite qumran.org verständlich erklärt, auch Tätigkeiten, die an einen Nichtjuden delegiert werden dürfen.
Konservative Juden befolgen einige halachische Schabbatgebote weniger streng. Reformierte, liberale und progressive Juden beachten hauptsächlich ethische Gebote und überlassen die Befolgung ritueller Vorschriften der individuellen Verantwortung, etwa Autofahren oder die Verwendung von stromführenden Geräten. Die Rekonstruktionisten tun das auch, legen aber größeren Wert auf die Traditionen.

## Die 39 verbotenen Tätigkeiten

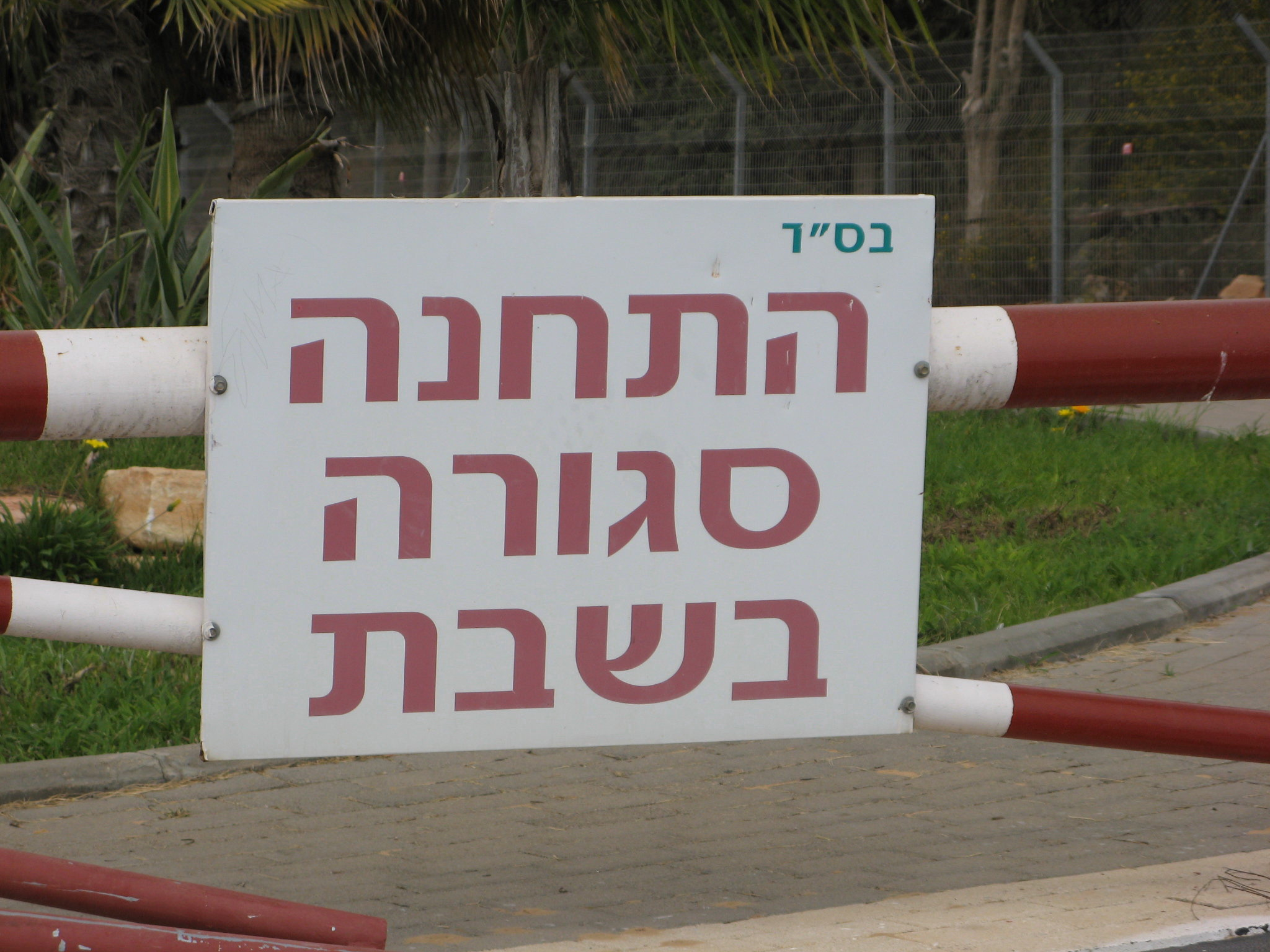
Hinweistafel in Jerusalem, dass diese Tankstelle am Schabbat geschlossen ist

Die 39 Melachot werden in der Mischna (Schabbat 7,2) und im Talmud im Traktat Schabbat besprochen. Sie lassen sich in zwei Gruppen einteilen. Die größere Gruppe betrifft die Arbeiten, die für die Herstellung des Stiftszelts erforderlich ist, die andere für jene Arbeiten, die den Menschen selbst betreffen:
- Für das Stiftszelt:
  - Herstellung der Farbe für die Stoffbezüge und Vorhänge
  - Abdeckungen herstellen
  - Abdeckungen aus Tierhaut herstellen
  - Die Errichtung des Stiftszelts selbst
- Für den Menschen:
  - Brot backen
  - Kleidung herstellen
  - Schreiben
  - Ein Haus bauen

Sie lauten gemäß der Mischna (Schabbat 7: 2) wie folgt:
1. Aussaat hebräisch זורע (Zorea)
2. Pflügen חורש (Ḥoresch)
3. Ernten קוצר (Koṣer)
4. Bündelung (Getreide) מעמר (Me'amer)
5. Dreschen דש (Dosch)
6. Worfeln זורה (Zoreh)
7. Sortieren / Spreu vom Getreide trennen בורר (Borer)
8. Mahlen טוחן (Toḥen)
9. Sieben מרקד (Merakaid)
10. Kneten לש (Losch)
11. Kochen / Backen אופה/בישול (Bischul/Ofeh)
12. Wolle scheren גוזז (Gozez)
13. Wolle waschen מלבן (Melaben)
14. Wolle kämmen/kardieren מנפץ (Menapeitṣ)
15. Wolle färben צובע (Ṣovea)
16. Spinnen טווה (Toweh)
17. Verziehen מיסך (Majsaḥ)
18. Zwei Schleifen herstellen / Litzen einfädeln עושה שתי בתי נירין (Oseh Sch'tei Batei Nirin)
19. Weben אורג שני חוטין (Oreg)
20. Zwei Fäden trennen פוצע שני חוטין (Potze'ah)
21. Binden קושר (Kojscher)
22. Lösen מתיר (Matir)
23. Nähen תופר (Tofer)
24. Zerreißen קורע (Kore'a)
25. Tiere einfangen צד (Sod)
26. Tiere schächten שוחט (Schocḥet)
27. Tiere enthäuten מפשט (Mafschit)
28. Gerben מעבד (Me'abaid)
29. Glätten/Scheren ממחק (Memacḥek)
30. Vorzeichnen משרטט (Mesartet)
31. Schneiden der Tierhaut מחתך (Meḥateḥ)
32. Beschriften כותב (Kotew)
33. Radieren מוחק על מנת לכתוב שתי אותיות (Moḥek [al menat lichtov schtei otijot])
34. Aufbauen בונה (Boneh)
35. Abbauen סותר (Soter)
36. Feuer löschen מכבה (Meḥabeh)
37. Entzünden מבעיר (Maw'ir)
38. Endgültige Fertigstellung / Feinabstimmung מכה בפטיש (Makeh b'patisch)
39. Transportieren הוצאה (Hotsa'ah)

Alle „kreativen“ Tätigkeiten sind untersagt, demnach Tätigkeiten, die etwas Neues oder eine neue Situation erschaffen, die vorher noch nicht existierte. Deshalb fällt darunter auch das Reisen. Die Einhaltung der Gebote, insbesondere in ihren in die moderne Zeit übertragenen Vorschriften, ist kompliziert und bedarf eines eingehenden Studiums der einschlägigen Bestimmungen. So sind Transportieren und Kochen/Backen – im Gegensatz zu Schabbat und Jom Kippur – an den meisten übrigen Feiertagen gestattet.

## Schomer Schabbat
Das Einhalten der Schabbat-Gebote wird als שמירת שבת Schmirat Schabbat bezeichnet. Derjenige, der diese Gebote einhält, ist ein שומר שבת Schomer Schabbat (männlich) oder eine שומרת שבת Schomeret Schabbat (weiblich). Darüber hinaus wird von der Person erwartet, dass gleichzeitig eine Vielzahl positiver Sabbatgebote erfüllt werden, wie das Einnehmen bestimmter Schabbatmahlzeiten, das Einhalten verschiedener Rituale, Gebete sowie Freundlichkeit, Güte, Ruhe und – für verheiratete Paare – Geschlechtsverkehr am Freitagabend. Der genaue Begriff Schomer Schabbat erscheint in der hebräischen Bibel nur in Jesaja (56: 2,6). Schomer Schabbat wird in der Mischna oder im Talmud nicht verwendet, er kommt in der Midrasch-Literatur einige Male vor. Hinzu kommt die Einhaltung der כַּשְרוּת Kaschrut, der jüdischen Speisegesetze. Der Maschgiach (משגיח ‚ein Kontrolleur der Kaschrut‘) muss Schomer Schabbat sein.

## Erleichterungen

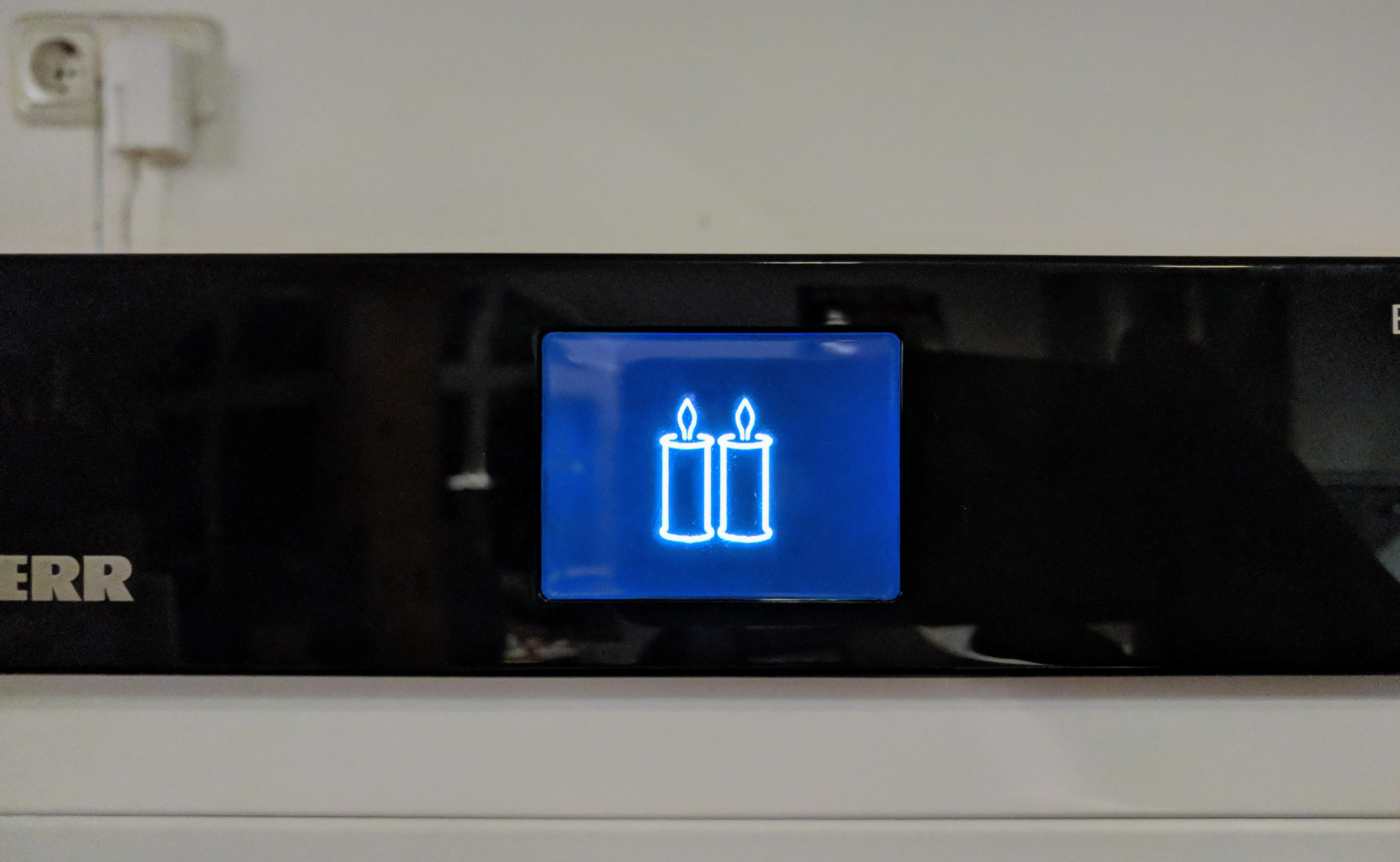
Anzeigesymbol für den eingestellten Sabbatmodus an einem Kühlschrank, wodurch beispielsweise das Licht beim Öffnen der Kühlschranktür nicht angeht.

Ein Sabbat-Fahrstuhl ist eine eigens konfigurierte Aufzuganlage, die von Juden nach bestimmten Auslegungen des jüdischen Rechts am Schabbat ohne Betätigung elektrischer Schalter oder Türen benutzt werden kann. Sie fahren automatisch jedes Stockwerk an, wobei sich dort die Türen automatisch öffnen und schließen, sodass zu ihrer Benutzung kein Schalter betätigt werden muss. Auch elektrisch betriebene Geräte und Einrichtungen können manuell oder mittels spezieller Zusatzgeräte, beispielsweise sogenannte Schabbatuhren (Zeitschaltuhren) in den „Sabbat-Modus“ versetzt werden. Die Einstellungen verändern die normale Steuerung der Geräte, so dass die Funktionen im Vorfeld des Schabbats eingestellt werden können, wodurch die Regeln der Halacha eingehalten werden können. Es wurde eine „Schabbatsteckdose“ erfunden, die den Stromkreislauf alle drei Minuten für 30 Sekunden unterbricht, um so das Anschließen von Geräten ohne Bruch des Feuerverbots zu ermöglichen. So ist es beispielsweise möglich, einen elektrischen Herd oder Backofen zu benutzen, um das Essen warm zu halten. Auch das sogenannte Blech (jiddisch בלעך) als spezielle Abdeckung eines Kochherdes und seiner Bedienelemente dient dem Warmhalten von Speisen, ohne dass diese in direktem Kontakt zur Kochplatte stehen. Es wird heute aber oft durch elektrische Warmhalteplatten und -Gefäße ersetzt. Die Bestimmung eines Eruv, der Schabbatgrenze, erleichtert ebenso das Tragen von bestimmten Gegenständen innerhalb dieser Grenzen. Beispielhaft sei der Wiener Eruv erwähnt, wo in einem Stadtplan der Eruv eingezeichnet ist. Hierzu gehört auch Grama (גרמא ‚indirekte Verursachung‘), eine im Judentum angewendete Technologie, die das Einschalten von Geräten unter Wahrung der Sabbatruhe ermöglicht.

## Ausnahmen
In halachischen Kontroversen zur Zulässigkeit medizinischer Behandlungen am Schabbat wird das Thema behandelt, ob eine tatsächliche oder mögliche Gefahr für das Leben (פִּקּוּחַ נֶפֶשׁ Pikuach Nefesch) die den Schabbat betreffenden biblischen Gesetze und rabbinischen Verfügungen und Regeln außer Kraft setzt (חוטרא chutra) oder ob eine solche Lebensgefahr sie nur vorübergehend aussetzt (דחויה dechuja). Aus den jüdischen Gesetzen, einschließlich des Schulchan Aruch und der Mischna, geht hervor, dass ein Arzt oder Zahnarzt alle für die Behandlung und Pflege seines Patienten erforderlichen Tätigkeiten ausführen muss (כָּל צָרְכֵי חולה kol tzorchei choleh) und sich nicht nur auf diejenigen Tätigkeiten zu beschränken hat, die eine unmittelbare Gefahr für das Leben beseitigen.
Eine weitere Ausnahme stellt unter anderem die Brit Mila (Beschneidung) dar, da sie für den achten Lebenstag geboten ist. Fällt der für eine Brit Mila vorgesehene Tag auf einen Schabbat, so muss die Beschneidung auch am Schabbat durchgeführt werden.

## Kontroversen
Die Verwendung von Elektrizität am Schabbat wird unter orthodoxen Juden allgemein als verboten angesehen. Über die Quelle dieses Verbots wird ausführlich diskutiert. Nach den meisten Meinungen ist das Verbot rabbinisch, wobei einige Anwendungen von Elektrizität auch ein biblisches Verbot beinhalten, zum Beispiel das Kochen auf einem Elektroherd. Obwohl die meisten Juden, die den Schabbat beachten, das Öffnen und Schließen eines Kühlschranks während des Schabbats erlauben, verlangen einige Autoritäten, dass die Tür nur geöffnet wird, wenn der Kühlschrankmotor zur Kühlung bereits läuft. Andernfalls wird der Motor durch den Temperaturanstieg, der indirekt durch den Wärmefluss von außen verursacht wird, schneller eingeschaltet.
Der mit dem Nobelpreis ausgezeichnete Physiker Richard Feynman berichtet, dass er von jungen Rabbinern in einem Seminar angesprochen wurde, die ihn fragten: „Ist Elektrizität Feuer?“. Er verneinte dies und sagte, dass Elektrizität kein chemischer Prozess sei, wie es Feuer ist, und wies darauf hin, dass Atome Elektrizität enthalten und somit jedes Phänomen, das auf der Welt auftritt damit verbunden ist. Auf die Nachfrage, ob denn Funken nicht etwas mit Feuer zu tun hätten, schlug Feynman eine einfache Lösung vor: „Wenn Sie das stört, können Sie einen Kondensator in den Schalter einbauen, damit der Strom ohne Funken ein- und ausgeschaltet wird“.
Das Melken von Kühen wäre am Schabbat grundsätzlich verboten, jedoch ist es zulässig, da sonst die Kuh Schmerzen erleiden würde. Jedoch darf die Milch nicht gelagert werden, um sie später zu verkaufen, weil die Gewinnerzielung am Schabbat verboten ist. Die Milch müsste deshalb weggeschüttet werden. Andererseits wird bemängelt, dass damit wertvolle Nahrung verschwendet würde. Es wird deshalb die erste Milch symbolisch verworfen und der Rest gelagert. Es wurden Melkmaschinen konstruiert, bei denen die Melkbecher angebracht werden, die Pumpe sich jedoch erst später – zeituhrgesteuert – einschaltet.
Zu sehr vielen modernen Errungenschaften, die mit Elektrizität im weitesten Sinne zu tun haben, werden die Vorschriften je nach orthodoxer Gruppierung unterschiedlich streng ausgelegt. Ebenso entstanden zu zahlreichen weiteren Problemstellungen teils unterschiedliche Auslegungen durch Toragelehrte. Das Judentum kennt jedoch keine oberste religiöse Autorität. Seit dem Mittelalter ist der jeweilige Gemeinderabbiner, bei mehreren Gemeinderabbinern, der jeweilige Oberrabbiner – wobei zwischen aschkenasischen und sephardischen Gemeinden sowie orthodoxen oder liberalen Gemeinden unterschieden wird – das geistliche Oberhaupt einer jüdischen Gemeinde (קְהִלׇּה Kehillah). Der jeweils zuständige Rabbiner entscheidet, nach welcher Auslegung der Vorschriften sich seine Gemeinde zu richten hat. Jeder orthodoxe Rabbiner wird so ausgebildet, dass er dezisorische Funktionen (פְּסָקִים Pessakim, Auslegungen, siehe Posek) in seiner Gemeinde wahrnehmen kann.